# Przeźmierowo

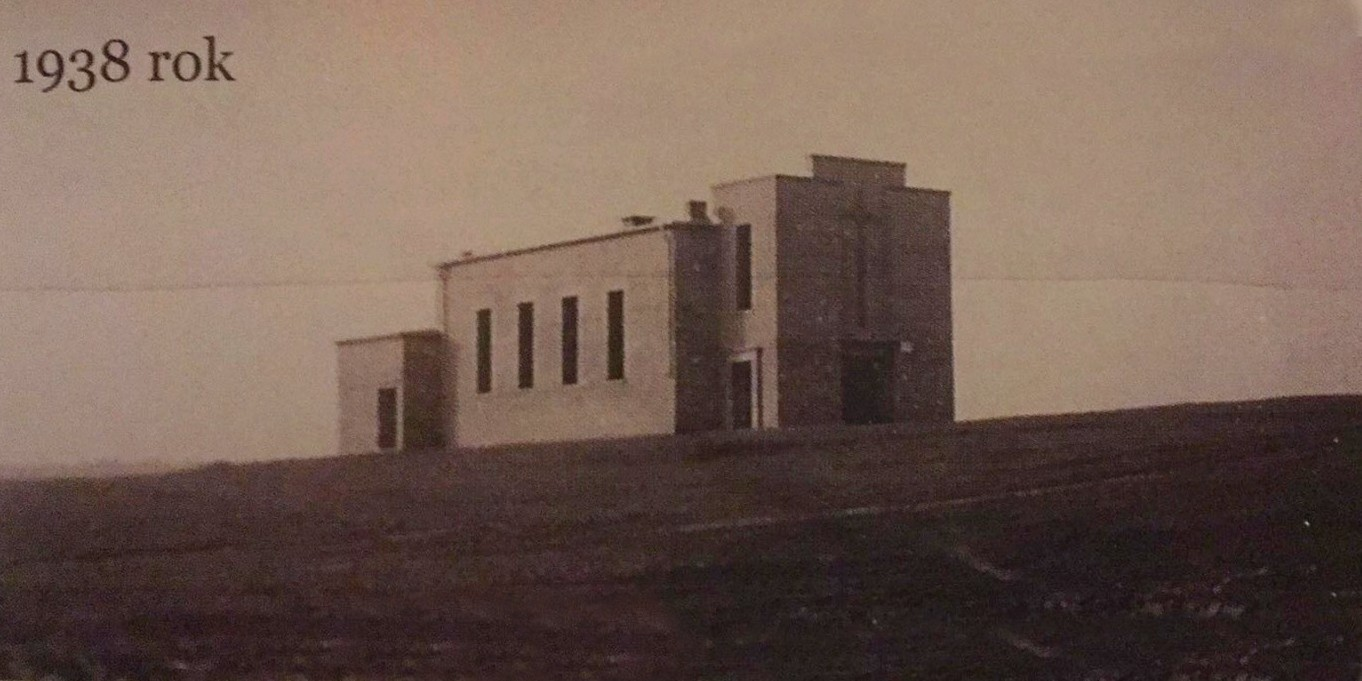
Nieistniejący już Dom Katolicki, ufundowany w znacznej części przez kalwinistę, właściciela Baranowa Antoniego Kawczyńskiego

Przeźmierowo – wieś sołecka położona w zachodniej Polsce, leży w województwie wielkopolskim, w powiecie poznańskim, w gminie Tarnowo Podgórne. Przez Przeźmierowo przebiega droga krajowa nr 92. Ze wschodu przylega do wsi teren Portu lotniczego Poznań-Ławica, a od zachodu do lasku przeźmierowskiego. Miejscowość zalicza się do aglomeracji poznańskiej.
Stosunkowo duża liczba mieszkańców w porównaniu do niewielkiej powierzchni, na której rozciąga się osiedle podmiejskie sprawia, że Przeźmierowo stanowi jedną z największych i najgęściej zaludnionych wsi w województwie wielkopolskim.
Na północno-zachodniej części Przeźmierowa znajduje się Osiedle Ptasie.

## Historia
Miejscowość pierwotnie związana była z Wielkopolską. Istnieje od pierwszej połowy XV wieku i ma metrykę średniowieczną. Po raz pierwszy odnotowana została w języku staropolskim w łacińskim dokumencie z 1445 pod nazwą "Przemirowo", 1472 "Przeszmyrzewo", 1539 "Przesmyrowo, Przysmyrowo", 1542 "Przessmyrowo", 1549 "Przessmirow, Przeszmirowo", 1553 "Przessmierowo, Przeszmyrowo", 1587 "Przesmirowo".
Nazwa prawdopodobnie wywodzi się od imienia Przezmir zapisanego w XII wieku. Jeden z zapisów nazwy brzmiał Przezmirowo.
Okolice miejscowości prawdopodobnie były zasiedlone jednak już wcześniej niż odnotowały to zachowane zapisy historyczne. W wyniku badań archeologicznych na terenie wsi znaleziono fragment dużego naczynia zasobowego do przechowywania żywności pochodzącego z X-XIII wieku.
Miejscowość była początkowo własnością szlachecką należącą do lokalnej szlachty wielkopolskiej z rodu Chybskich, Dąbrowskich, Pierzchlińskich, Kierskich oraz Rokossowskich. W 1575 leżała w powiecie poznańskim województwa poznańskiego w Koronie Królestwa Polskiego i należała do parafii Lusowo.
Pierwszy zachowany zapis z 1445 odnotował Mikołaja z Chyb, który zapisał żonie Dorocie po 100 grzywien posagu oraz wiana na połowie dóbr Chyby, Skórzewo i Przeźmierowo, które przypaść mu miały w podziale majętności wraz z braćmi. W 1472 Jan dziedzic w Chybach zapisał swojej żonie Małgorzacie po 100 kóp groszy posagu oraz wiana na połowie dóbr Chyby, Skórzewo i Przeźmierowo.
W XVI wieku miejscowość zarosła borem i wraz z pobliskimi wsiami Skórzewo i Chyby wchodziło w skład jednego kompleksu dóbr. Perthées na swej mapie zaznacza folwark Przeźmierowo, położony pośród lasów ciągnących się od Kobylnik i Chyb w kierunku Wysogotowa. Według przypuszczeń historyków dawne Przeźmierowo znajdowało się na terenie obecnie istniejącej koło Poznania wsi o tej samej nazwie.
W 1528 Maciej Chybski sprzedał swoim krewnym Marcinowi i Mikołajowi Dąbrowskim wieś Chyby, opustoszałe i zarosłe borem Przeźmierowo oraz swą część we wsi Wielkie Skórzewo za 1000 grzywien, pod tym warunkiem, że po bezpotomnej śmierci wspomnianego Marcina i Mikołaja dobra te powrócą do spadkobierców Macieja. Marcin Dąbrowski sprzedał z zastrzeżeniem prawa wykupu swemu stryjowi Maciejowi Chybskiemu wspomniane dobra, w tym połowę Przeźmierowa, za 400 grzywien. W 1539 Marcin Dąbrowski archidiakon pszczewski otrzymał wwiązanie w część Skórzewa, Chyb i Przeźmierowa.
W 1539 Jadwiga żona Andrzeja Pierzchlińskiego, Anna Lubowska oraz Jan i Florian synowie zmarłej Małgorzaty Więckowskiej, a także Wojciech, Jan, Anna i Regina dzieci Andrzeja Ninińskicgo i Heleny Chybskiej, spadkobiercy Macieja Chybskiego zostali wiązani w dobra Skórzewo Wielkie, Chyby i połowę opustoszałej wsi Przeźmierowo, która zarosła borem. W 1542 spadkobiercy ci Macieja Chybskiego pozwani zostali przez Marcina Dąbrowskiego archidiakona pszczewskiego o wypędzenie go z jego części w dobrach Chyby, Skórzewo i Przeźmierowo, w które on też otrzymał wwiązanie. W 1549 spadkobiercy Macieja Chybskiego toczyli spór sądowy z Mikołajem Dąbrowskim o Chyby i Przeźmierowo. W 1553 siostry Anna i Regina Ninińskie, córki Andrzeja Ninińskiego, sprzedały Łukaszowi Chybskiemu za 400 grzywien części wsi Chyby, Skórzewo Wielkie i opustoszałe Przeźmierowo, które otrzymały po śmierci swej matki Heleny Chybskiej. W 1553 Jadwiga Chybska i Anna Chybska wdowa po Jerzym Lubowskim córki Macieja Chybskiego, sprzedały Łukaszowi Chybskiemu części wsi Chyby, Skórzewo Wielkie i opustoszałego Przeźmierowa za 1000 grzywien; jako syn Anny wspomniany został Maciej Lubowski, a jako jej brat stryj Wawrzywniec Kierski archidiakon pszczewski. W 1554 Jan i Fabian Więckowscy sprzedali Łukaszowi Chybskiemu za 1000 grzywien swoje części w Chybach, Skórzewie Wielkim i Przeźmierowie, które zarosło borem oraz skwitowali wspomnianego Łukasza Chybskiego dziedzica w Chybach, Skórzewie i Przeźmierowie z 40 grzywien posagu ich matki, zmarłej Małgorzaty Chybskiej zwanej też Więckowską.
W 1564 Zofia żona Jakuba Jabłkowskiego oraz jej siostra Katarzyna córka zmarłego Łukasza Chybskiego, skwitowali Wincentego Kierskiego, który niegdyś gwałtem usunął ich ojca z Przeźmierowa, z sumy 120 grzywien wadium. W 1570 Zofia żona Jakuba Jabłkowskiego oraz Katarzyna żona Wojciecha Karczewskiego sprzedały podkomorzemu poznańskiemu i staroście ostrzeszowskiemu Jakubowi Rokossowskiemu  za 4000 złotych swe części w opustoszałej i zarośniętej borem wsi Pzeźmierowo, które otrzymały od Wincentego Kierskiego.
W 1575 Maciej Kierski dał swemu bratu Stanisławowi całe wsie Swadzim i Przeźmierowo. W 1587 Jan Rokossowski, syn zmarłego podskarbiego koronnego Jakuba Rokossowskiego, zapisał Marcinowi Nagórskiemu sumę 2200 złotych na wsiach Chyby i opuszczonym Przeźmierowie oraz na młynie stojącym na przedmieściach miasta Poznania koło kościoła św. Wojciecha. W 1597 Stanisław Kierski zapisał żonie Annie z Brodnicy Brodnickiej po 2000 złotych posagu oraz wiana na wsiach Swadzim i Chyby wraz z wolnym wyrębem w opuszczonej wsi Przeźmierowo.
Kupione w 1538 r. przez Wincentego Kierskiego jako pustkowie. Wskutek II rozbioru Polski w 1793, miejscowość przeszła pod władanie Prus i jak cała Wielkopolska znalazła się w zaborze pruskim.
Po powstaniu wielkopolskim z lat 1918-1919 miejscowość wraz z całą Wielkopolską znalazła się w granicach II Rzeczpospolitej. W okresie międzywojennym, w latach trzydziestych XX wieku zaprojektowano tu jedno z pierwszych osiedli podmiejskich Poznania o nazwie Przeźmierów. Teren należał do dóbr Plucińskich ze Swadzimia, a projekt zakładał budowę domów na obszarze pomiędzy obecnymi ulicami Dąbrowskiego i Bukowską (północ-południe), folwarkiem Baranowo i Ławica na wschodzie oraz terenami Wysogotowa na zachodzie. 8 kwietnia 1932 wydano decyzję o parcelacji około tysiąca działek budowlanych pod planowane osiedle. 29 września 1933 Urząd Wojewódzki wydał zgodę na zmianę użytkowania majętności leśnej Swadzim i stworzenie osiedla mieszkaniowego. W centrum zaprojektowano boisko, szkołę (z drugim boiskiem), kościół i rynek. Wokół tego założenia rozlokowano ekskluzywną dzielnicę willową, dzielnicę leśną, przemysłową, park i cmentarz. Pełną realizację tego projektu przerwały działania II wojny światowej (Niemcy nadali wsi okupacyjną nazwę Neusiedeln). Obecnie czytelne są tylko fragmenty założenia, które można przyrównać do amerykańskich urban village.

## Powierzchnia i ludność
W 2019 r. miejscowość ta liczyła 6571 mieszkańców. Powierzchnia sołectwa obejmuje 3,612 km², co daje gęstość zaludnienia rzędu 1819 osoby/km².

## Obiekty
W Przeźmierowie znajdują się między innymi: Szkoła Podstawowa im. Arkadego Fiedlera, kościół pw. św. Antoniego Padewskiego, Park im. Stanisława Kanikowskiego, Centrum Kultury Gminnego Ośrodka Kultury SEZAM, Rynek, Pasaż w Przeźmierowie, oraz sławna giełda samochodowa. W granicach Przeźmierowa znajduje się również tor samochodowy Tor Poznań oraz port lotniczy Poznań-Ławica. W Przeźmierowie działa klub lekkoatletyczny UKS Sprint Przeźmierowo. 
Na północ od Przeźmierowa wypływa rzeczka Przeźmierka.

## Ludzie związani z Przeźmierowem
- Włodzimierz Krynicki[14][15] – pułkownik piechoty Wojska Polskiego, weteran Powstania Wielkopolskiego, właściciel willi przy ul. Leśnej 37 w Przeźmierowie
- Alfreda Markowska zwana Nońcią[16][17] – polska Cyganka, nazywana romską Sendlerową, bohaterka II Wojny Światowej odznaczona wysokim polskim medalem, uratowała około pięćdziesięcioro dzieci romskich i żydowskich, m.in. poetę Karola Parno Gierlińskiego, rodziców Romana Chojnackiego – prezesa Związku Romów w Polsce w Szczecinku
- Henryk Edward Bakalarczyk pseud. "Gida"[18][19] (1948-2019) –artysta, plastyk, malarz, metaloplastyk, rzeźbiarz, członek Związku Polskich Artystów Rzeźbiarzy, członek Międzynarodowego Stowarzyszenia Biograficznego w Cambridge, założyciel i pierwszy prezydent Poznańskiego Klubu Międzynarodowej Federacji Kiwanis, współtwórca ART GALLERY GIDA Ateleir przy ul. Leśnej 64, syn prof. Jana Bakalarczyka, ojciec Huberta Bakalaczyka
- Jacek Hałas[20] – absolwent Akademii Sztuk Pięknych, muzyk, śpiewak, tancerz, współtwórca formacji folkowych (Bractwo Ubogich, Muzykanci, Ket Jo Barat, Lautari, Kwartet Wiejski, Nomadzi Kultury), projektów artystycznych (Poznański Dom Tańca, Tikkun, the Book) oraz teatralnych (z Teatrem Strefa Ciszy, Cinema, Schola Węgajty), popularyzator wiedzy na temat folkloru
- prof. n. med. Zdzisław Huber[21] (1930-2011) – lekarz medycyny, pracownik naukowy, neurochirurg, epileptolog, neurolog, psychiatra, neurofizjolog, autor ponad 250 publikacji naukowych z dziedziny neurochirurgii, epileptologii, neurologii, psychiatrii i neurofizjologii, malarz, pisarz, odznaczony Krzyżem Kawalerskim Orderu „Polonia Restituta”, Złotym Krzyżem Zasługi, Honorowym Odznaczeniem Polskiego Czerwonego Krzyża oraz tytułem „Przyjaciel Dziecka” Polskiego Towarzystwa Dzieci
- Stefan Gąsiorowski[22] (1878-1951) – inicjator budowy i współfundator Schroniska Księgarza Polskiego przy ulicy Leśnej 62 w Przeźmierowie, prezes Stowarzyszenia Księgarzy Polskich, księgarz, wydawca, bibliofil, syn Kazimierza Gąsiorowskiego, pracownik Drukarni Hermanna Schwantesa i Drukarni Księgami św. Wojciecha w Poznaniu
- Maria Apolinarska[23] – nauczycielka w szkołach: w Przeźmierowie i Lusowie, w latach 1949-76 dyrektorka Szkoły Podstawowej w Przeźmierowie, uhonorowana statuetką i tytułem Aktywny Lokalnie
- Bohdan Smoleń[24] – filantrop, założyciel Fundacji Stworzenia Pana Smolenia aktor, piosenkarz, satyryk, artysta kabaretowy, członek kabaretu "Tey"
- dr Gabriela Dziamska-Lenart[25] – językoznawczyni związana z Instytutem Filologii Polskiej (Zakład Frazeologii i Kultury Języka Polskiego, Pracownia Leksykograficzna) Uniwersytetu im. Adama Mickiewicza w Poznaniu, wykładowczyni na Uniwersytecie im. Adama Mackiewicza w Poznaniu
- prof. Aurelia Anna Nowicka[26][27]– polska prawnik, profesor nauk prawnych, specjalizująca się w prawie cywilnym, prawie prywatnym międzynarodowym, prawie Unii Europejskiej oraz prawie własności intelektualnej, nauczycielka akademicka Uniwersytetu im. Adama Mickiewicza w Poznaniu
- Janina Wanda Sulerzyska-Głogowska[28] (1886-1973) – arystokratka, działaczka oświatowa, nauczycielka, właścicielka przedwojennej 6-klasowej Prywatnej Szkoły Powszechnej przy ul. św. Marcin w Poznaniu, wykładowczyni historii, religii, języków: polskiego, francuskiego, współautorka podręcznika Pisownia polska w ćwiczeniach z zastosowaniem najnowszych zasad: stopień średni (1919), autorka Jak pisać bezbłędnie? zasady pisowni: pospolite błędy językowe (Poznań 1923)
- Tadeusz Głogowski[29] – działacz Komitetu Urządzania Przeźmierowa, filolog germański, wykładowca Państwowego Gimnazjum i Liceum im. Jana Kantego w Poznaniu, nauczyciel fizyki, organizator szkolnictwa powszechnego w Gorzowie, lektor języka niemieckiego w Wyższej Szkole Rolniczej w Poznaniu, darczyńca fisharmonii w nieistniejącym już kościele w Przeźmierowie
- Stefan Siebert[30] – społecznik, radny, członek Rady Sołeckiej Przeźmierowa, organizator imprez rekreacyjno-sportowych dla młodzieży i dorosłych na terenie gminy, przewodniczący Społecznego Komitetu Budowy Hali Sportowej i Komitetu Budowy Zespołu Boisk Sportowych przy Szkole Podstawowej w Przeźmierowie, odznaczony honorem "Zasłużony Dla Gminy Tarnowo Podgórne", znacząco przyczynił się do rozwoju sieci telefonicznej Przeźmierowa, Baranowa i Wysogotowa.
- Roman Kanikowski[31] – wilnianin, urzędnik państwowy
- Stefan Wiśniewski[31] – złotnik i mistrz Polski w boksie
- Jan Witajewski[31] – stolarz, przedsiębiorca
- Pawła Kolasiński[31] – kotlarz
- Edmund Hołodyński[31] – znany pilot-oblatywacz, architekt i budowniczy
- Janina Stroińska-Pelczar[32] – nauczycielka, malarka, popularyzatorka wiedzy o polszczyźnie, członkini zespołu redakcyjnego lokalnych pism: bezpłatnego miesięcznika Przeźmierka i Głosu świętego Antoniego - miesięcznika parafii pw. św. Antoniego Padewskiego, autorka podręczników, opracowań i pomocy dydaktycznych dla szkół podstawowych i średnich

## Komunikacja
Położona około 10 km od centrum miejscowość połączona jest z miastem przez linie autobusowe podmiejskie obsługiwane przez Przedsiębiorstwo Komunikacyjne TPBUS Tarnowo Podgórne:
- linie dzienne

803 Ogrody ↔ Junikowo
802 Ogrody ↔ Tarnowo Podgórne Centrum
804 Ogrody ↔ Sierosław Działki
- linie nocne:

241 (weekendowa) Poznań Główny ↔ Tarnowo Podgórne Centrum
Główną oś komunikacyjną stanowi ulica Rynkowa, odkąd w latach 70. zmodernizowano drogę krajową nr 92 i połączono ją z Szosą Bukowską. 
Wiązało się to z koniecznością osuszenia trzęsawisk w okolicach dzisiejszego Parku im. Stanisława Kanikowskiego.

## Galeria

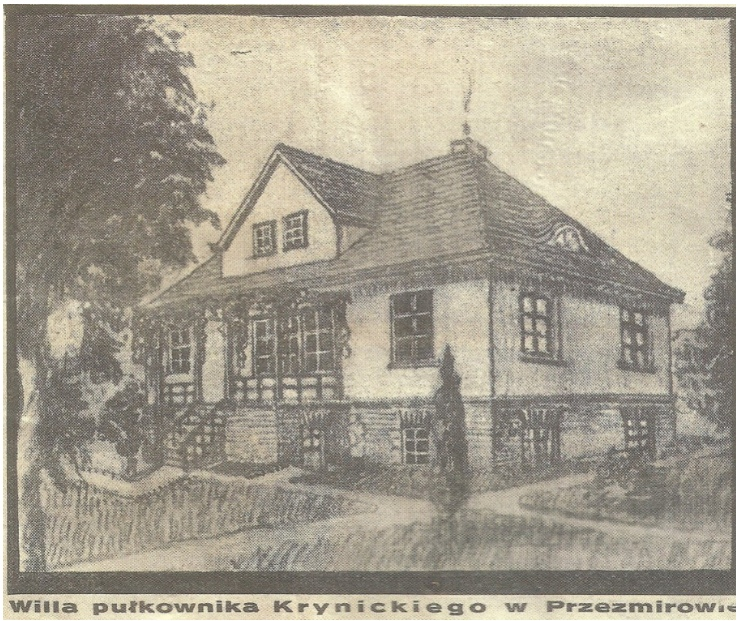
Willa pułkownika Włodzimierza Krynickiego przy ulicy Leśnej 37 w Przeźmierowie
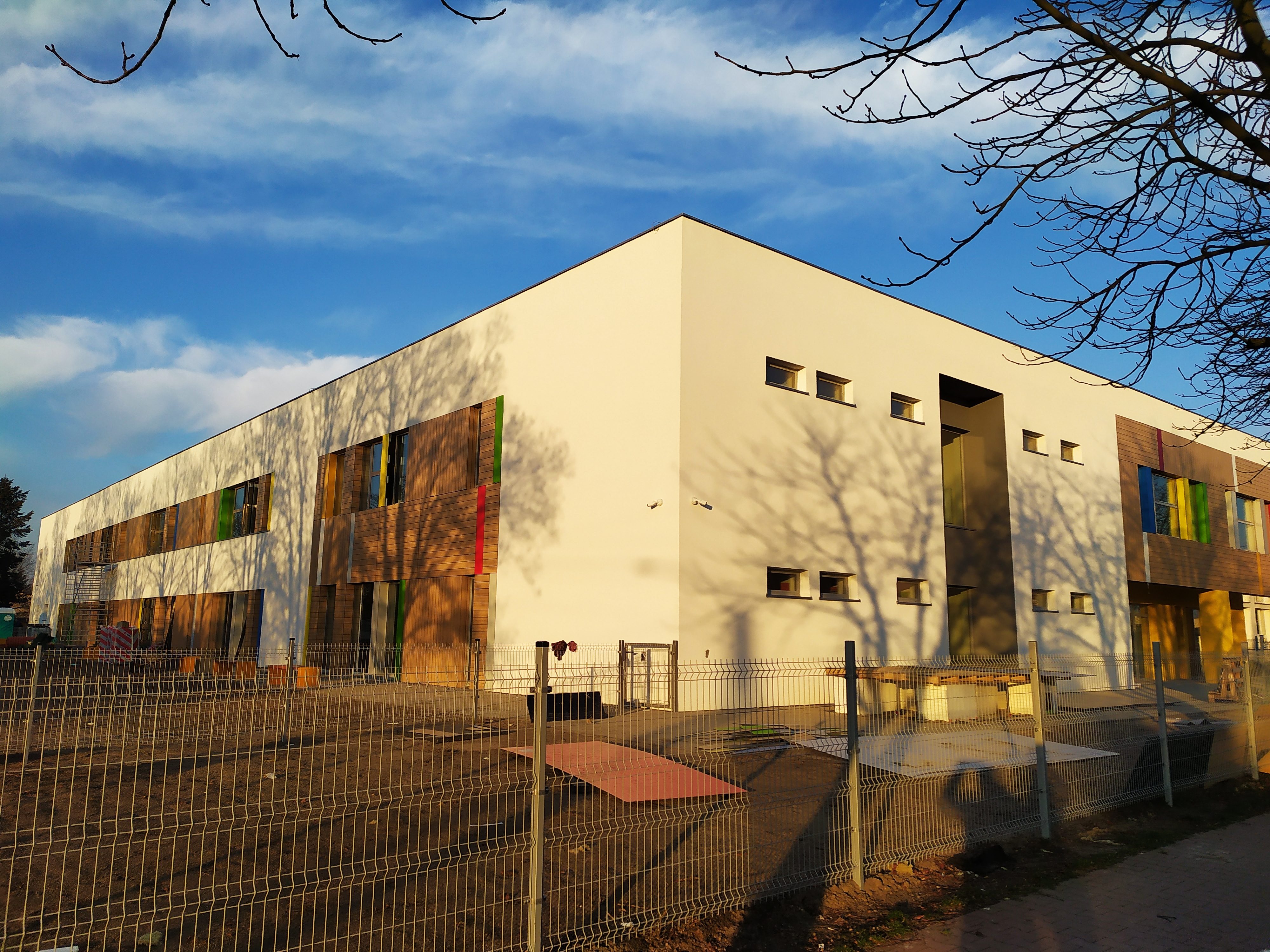
Szkoła Podstawowa im. Arkadego Fiedlera w Przeźmierowie
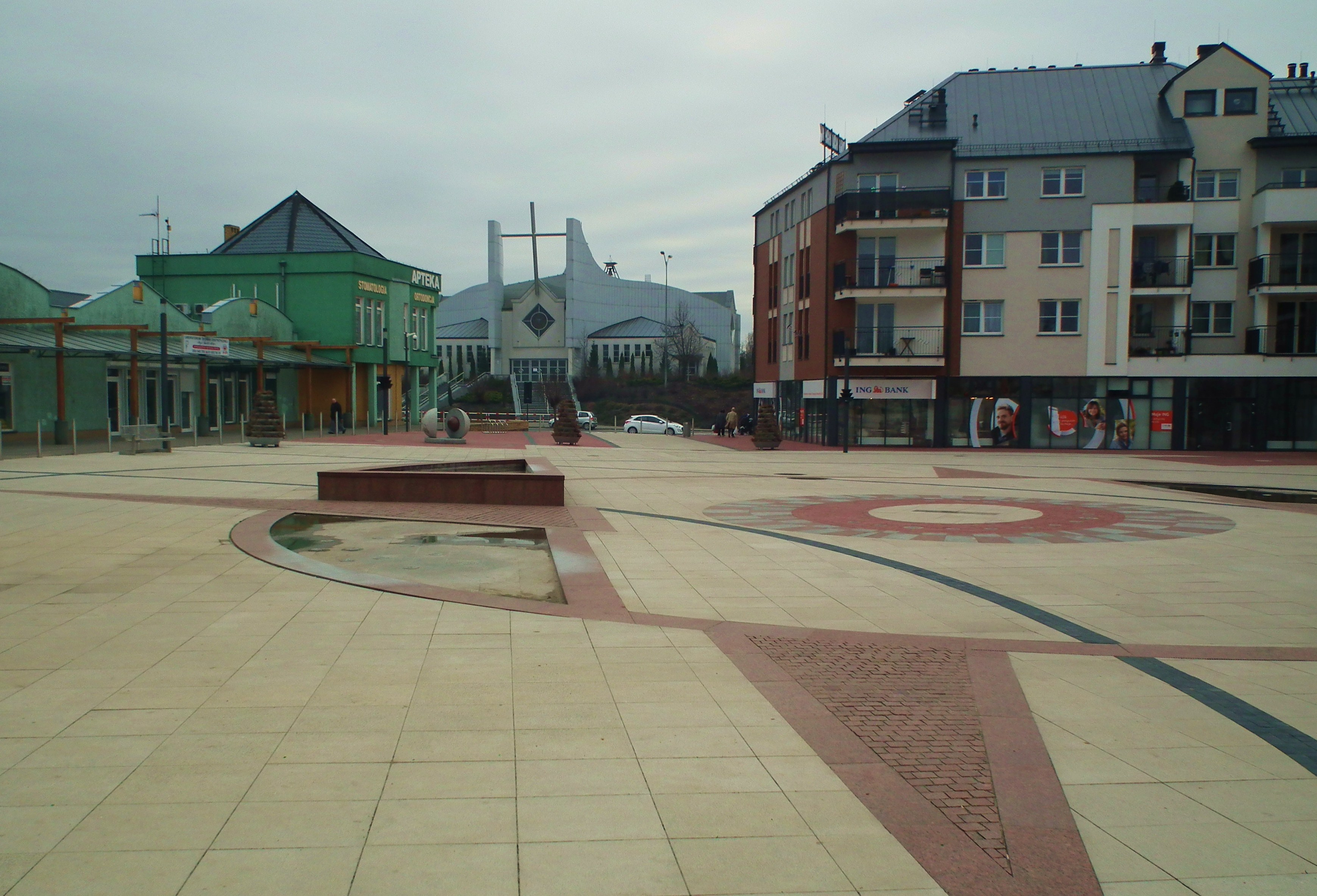
Rynek
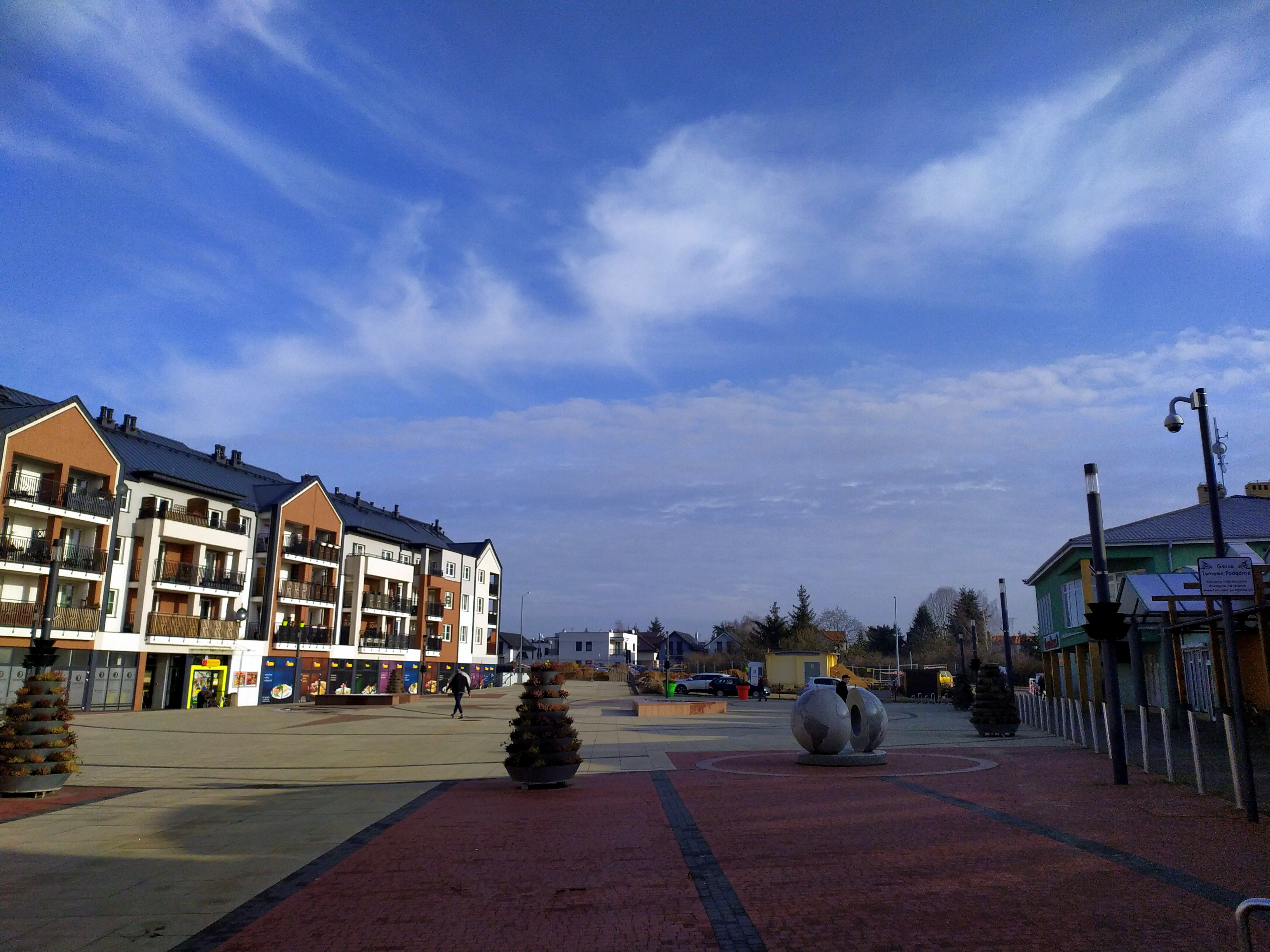
Rynek
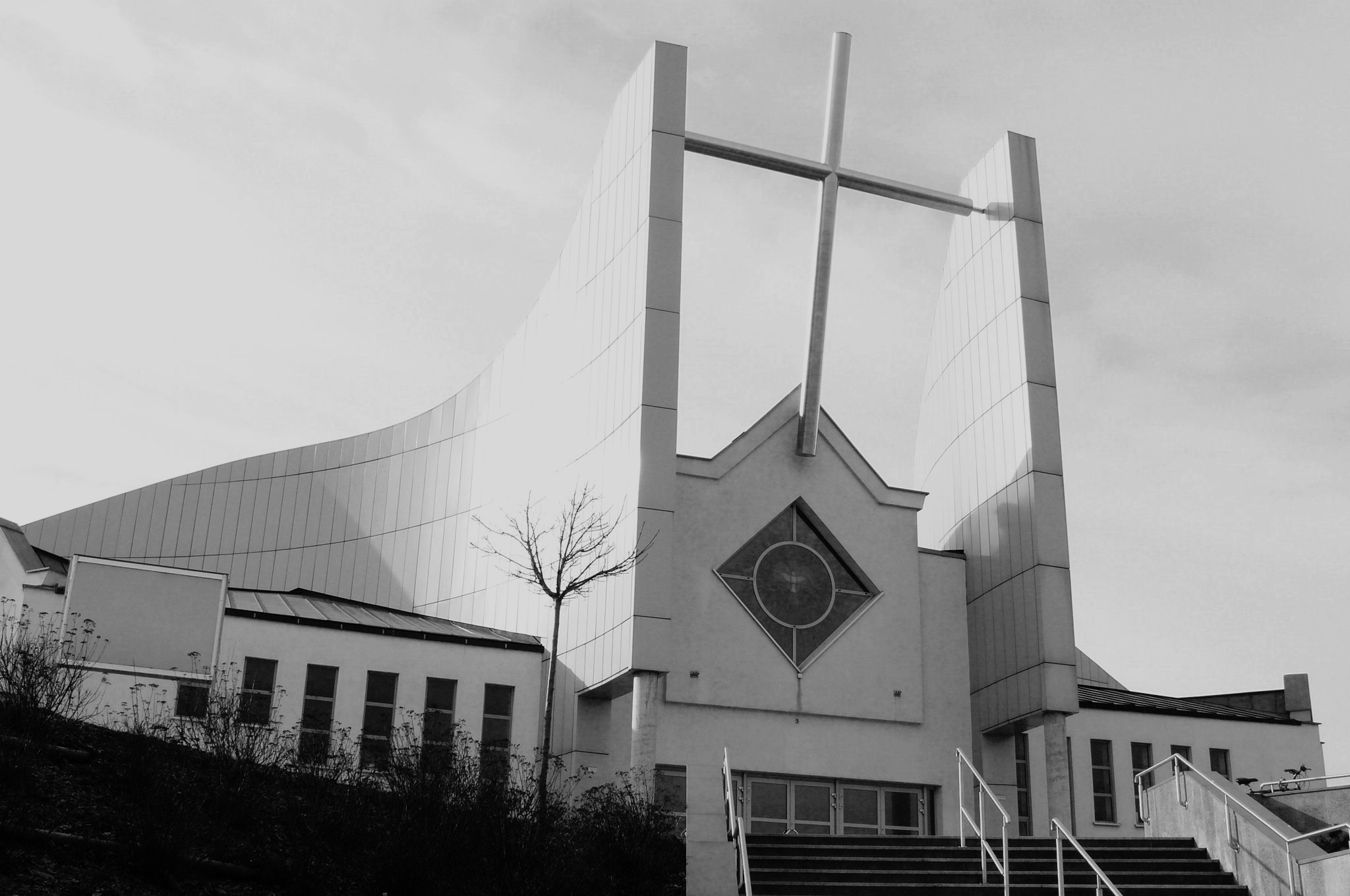
Kościół
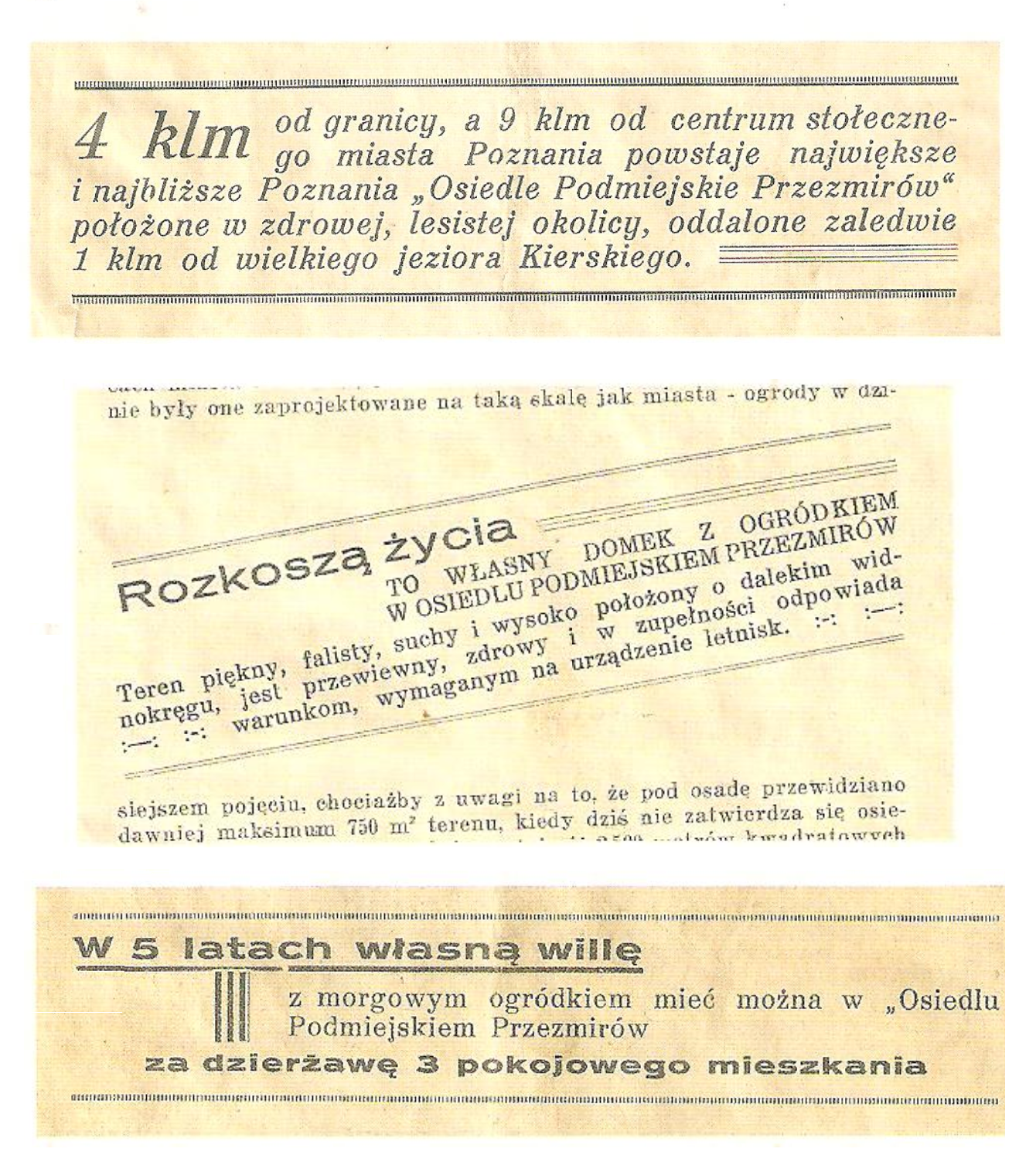
Broszury reklamujące Przeźmierowo jako podmiejskie letnisko
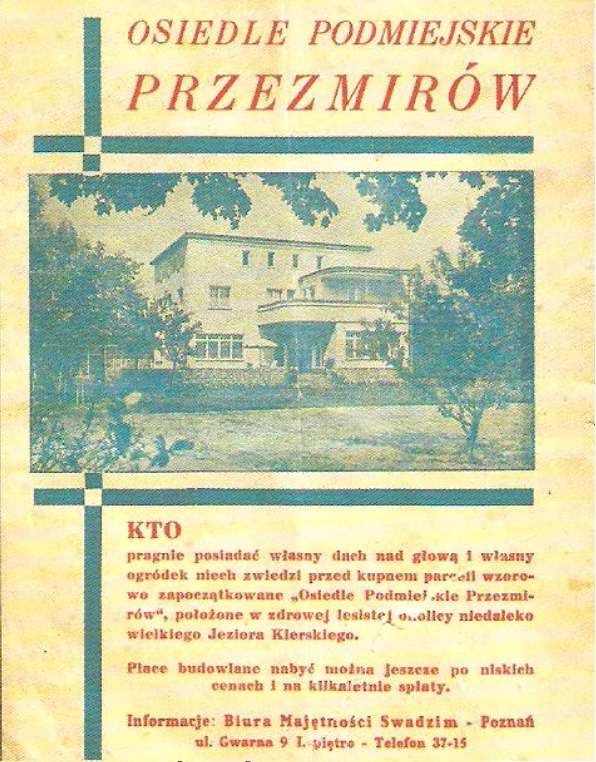
Reklama z lat 30. poprzedniego wieku
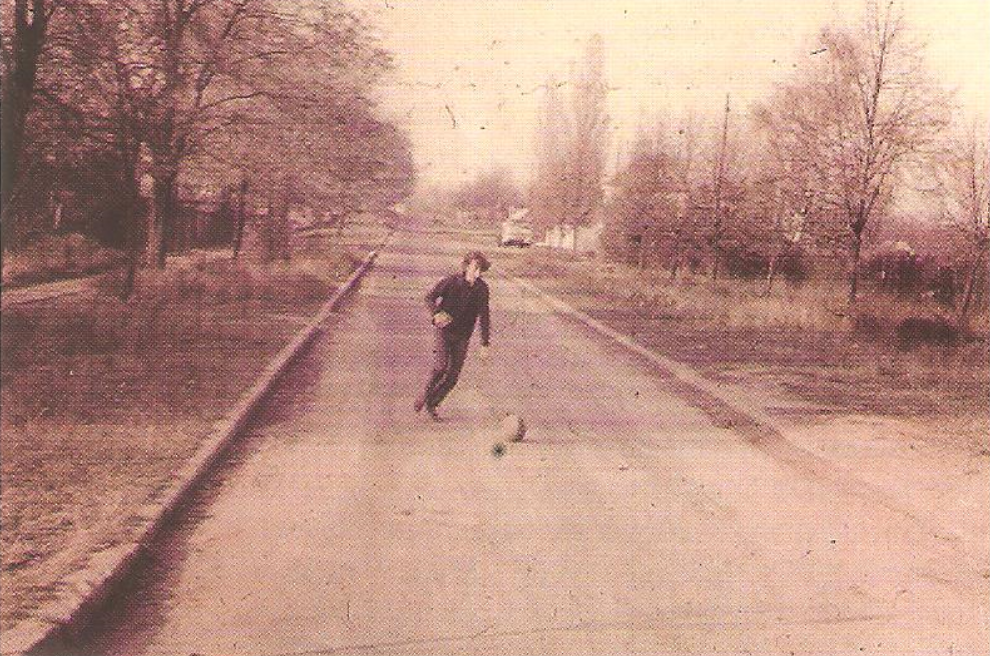
Północna część ulicy Rynkowej przed modernizacją drogi krajowej nr 92 i połączeniem z tzw. Szosą Bukowską
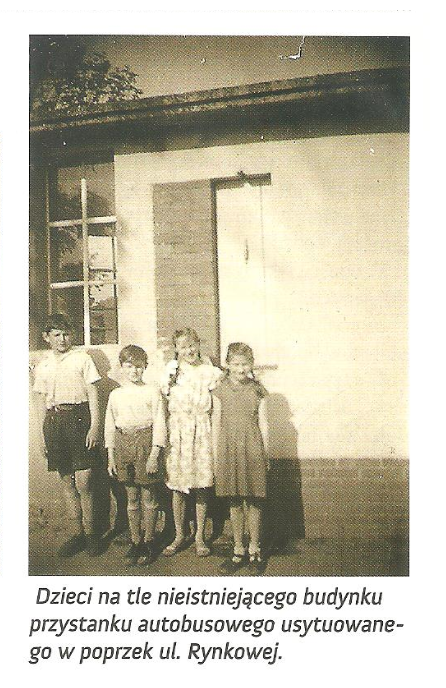
Dzieci na tle nieistniejącego już przystanku PKS-u przy ul. Rynkowej